# Tuberocephalus momonis
Tuberocephalus momonis är en insektsart som först beskrevs av Matsumura 1917.  Tuberocephalus momonis ingår i släktet Tuberocephalus och familjen långrörsbladlöss. Inga underarter finns listade i Catalogue of Life.